# Coccoderma semmelinki
Coccoderma semmelinki is een slakkensoort uit de familie van de Enidae. De wetenschappelijke naam van de soort is voor het eerst geldig gepubliceerd in 2002 door Maassen.